# Symphonie diagonale
Pour plus de détails, voir Fiche technique et Distribution.
Symphonie diagonale (en allemand : Diagonalsymfonin) est un film muet allemand d'animation, précurseur du courant cinématographique expérimental, réalisé par Viking Eggeling et sorti en 1924.
L'unique copie originale ayant étant perdue dans les bombardements de Berlin en 1940, une version de reconstitution (mais qui ne se présente pas comme telle) est réalisée dans les années 1940 à l'initiative de Hans Richter, sur la base des rouleaux conservés de Eggeling. Bien que peu fidèle à l'œuvre originale (construction, rythmes), c'est l'unique version diffusée aujourd'hui.

## Synopsis
Construite à partir de 6 720 dessins, cette Symphonie diagonale s'articule autour de formes géométriques blanches se mouvant au gré de leurs apparitions et de leurs disparitions sur un fond noir uni. Le film a été tourné à Berlin dans les studios de la UFA.

## Fiche technique
- Titre : Symphonie diagonale (Diagonalsymfonin)
- Réalisation : Viking Eggeling (en collaboration avec Erna Niemeyer[3])
- Langue originale : Muet
- Format : Noir et blanc
- Genre : Expérimental, animation
- Durée : 7 minutes (version reconstituée)
- Date de sortie : 
  -  République de Weimar : 5 novembre 1924[4]